# Émile Boutin (peintre)
Pour les articles homonymes, voir Émile Boutin et Boutin.
Émile Boutin né le 26 août 1874 à Luçon et mort le 14 novembre 1951 à Fontenay-le-Comte, est un architecte, peintre, graveur et sculpteur français.

## Biographie
Émile Boutin suit les cours de l'École de beaux-arts de Tours, puis celle de Paris. Parallèlement, il suit des études d'architecte et devient élève de Gaston Redon, ce qui l'amène à Fontenay-le-Comte. En 1911, Il est nommé inspecteur des bâtiments civils et des Palais nationaux à Paris. Il est sociétaire la Société des artistes français et expose aussi au Salon des indépendants. Après cela, il retourne a Fontenay.
Le 12 juillet 1922, il crée la Société vendéenne des arts et en devient le premier président, charge qu'il gardera jusque dans les années 1940. À partir d'octobre 1922, une exposition réunit des invités de renom, comme Albert Marquet et Paul Signac. Plus tard, d'autres artistes les rejoignent, comme André Astoul et Jean Launois. Il est aussi un ami d'Henry Simon.
Émile Boutin meurt le 14 novembre 1951 à Fontenay-le-Comte à l'âge de 77 ans, et est inhumé au cimetière de Luçon (Vendée).

## Œuvres
Émile Boutin réalise de nombreux tableaux comme Marguerites et Hortensias ou Ferme à Charzais[réf. nécessaire].
Il est l'auteur d'un ouvrage, Inventaire des constructions anciennes et des curiosités de la commune, conçu comme un guide pour faire découvrir au lecteur la Vendée.
Il réalise de nombreux monuments à Fontenay-le-Comte, comme celui de la Banque de France, la fontaine des Illustres sur la place Viète, ou le Monument aux morts de la Seconde Guerre mondiale.
Le musée des civilisations de l'Europe et de la Méditerranée à Marseille conserve un important fonds de ses œuvres.

## Hommages
La Ville de Fontenay-le-Comte a donné son nom à une rue.
La Poste a créé un timbre d'après son tableau Marguerites et Hortensias dans son carnet Bouquets de fleurs de 2015.